# Piszenisz
Piszenisz (hettita 𒁹𒁉𒊺𒉌𒅖 mpi2-še-ni-iš, Píšenīš, i. e. 1500 körül) I. Hantilisz hettita király és Harapszilisz fia, a trón örököse. Születési idejéről, hercegsége alatt viselt címeiről, funkcióiról, illetve tevékenységéről semmilyen adat nem maradt fenn.
Hantilisz a sógora meggyilkolásával került trónra, így ingatag belső helyzet jellemzi uralkodását. Ennek ellenére nagyjából három évtizedig uralkodott. Az eseményekről csak Telipinusz proklamációja (KBo III/67) számol be, így sok a bizonytalanság. Mivel Hantilisz uralkodásának végén pontosan megismétlődnek az ő trónra jutásának eseményei, valamelyik történet egyszerű duplikátum is lehet.
Telipinusz szerint Hantilisz a veszélyes Hattuszaszból Harapszilisz szülővárosába, Szugzijaszba küldte gyermekeit, Piszeniszt és (...)-szaltaszt. Amikor azonban Hantilisz meghalt, veje – (...)-szaltasz hercegnő férje, Cidantasz – meggyilkolta sógorát és annak családját, majd maga ült a trónra.